# Lam Cốt
Lam Cốt là một xã thuộc huyện Tân Yên, tỉnh Bắc Giang, Việt Nam.
Xã Lam Cốt có diện tích 9,06 km², dân số năm 1999 là 6673 người, mật độ dân số đạt 737 người/km².